# Euplassa glaziovii
Euplassa glaziovii là một loài thực vật có hoa trong họ Quắn hoa. Loài này được (Mez) Steyerm. miêu tả khoa học đầu tiên năm 1951.